# ASKfm
ASKfm (до 14 января 2016 — Ask.fm) — сайт, социальная сеть вопросов и ответов, запущенная в июне 2010 года. Создан в Латвии как конкурент Formspring. После регистрации пользователь, заполнив анкету, мог задавать вопросы и отвечать на вопросы других пользователей как от своего имени, так и анонимно. ASKfm была интегрирована с другими социальными сетями, такими как Facebook, Twitter, ВКонтакте, которые способствовали широкому охвату аудитории.
1 декабря 2024 года проект прекратил своё существование.

## История
Социальную сеть анонимных вопросов и ответов Ask.fm основали в 2010 году пятеро молодых жителей Латвии: Илья и Марк Теребины, Оскарс Лиепиньш, Клавс Синка и Валерий Вишняков (Marks Terebins, Oskars Liepiņš, Iļja Terebins, Klāvs Sinka, Valērijs Višņakovs). Свой проект они позиционировали как конкурента Formspring.
К ноябрю 2012 года количество зарегистрированных пользователей ASK.fm достигло 21 млн.
В конце 2012 года сайт был обвинён в том, что стал площадкой кибербуллинга (обвинения были спровоцированы самоубийствами двух ирландских девочек-подростков в сентябре и октябре 2012 года). Руководитель компании Илья Теребин отверг эти обвинения, обратив внимание СМИ на социальные причины подростковых самоубийств, и отметил, что в более чем 90 % случаев фразы «убить себя» пользователи пишут сами себе. 
В мае 2013 года в сервисе были зарегистрированы 52 млн пользователей, число ежедневных посетителей превысило 20 млн и 180 млн уникальных посещений ежемесячно.
В 2014 году Ask.fm оценивали более чем в $100 млн (по данным основателей стартапа). В том же году Ask.fm был куплен компанией InterActiveCorp (IAC), также владеющей стартапами Tinder и Match.com. 3 ноября у ASKfm сменился владелец, и ресурс переехал в Ирландию. После переезда сервисом управляет компания Ask.fm Europe, Ltd. Также после переезда стало невозможно задавать вопросы анонимно (с мая 2017 эта возможность восстановлена).
К февралю 2015 года число зарегистрированных пользователей выросло до 80 миллионов. Каждый день пользователи создавали более 30 миллионов вопросов и ответов.
14 января 2016 года был произведен ребрендинг сервиса − изменился логотип, дизайн стал белым вместо синего, талисманом стал «сово-кот» (англ. owl cat), а пользователям стала доступна возможность смены цвета интерфейса. К 2016 году Ask.fm стабильно входил в список топ-250 сайтов мира, на середину 2016 года у него было более 150 млн пользователей из 150 стран. 
В январе 2017 года на сайте появились фото-опросы. 25 июля появилась функция Shoutout, позволяющая задать вопрос сразу нескольким людям, находящимся в одном регионе с задающим.
В феврале 2018 года ASKfm запустила новый функционал − answer thread, позволяющий пользователям вступать в обсуждение поста. В ноябре года компания анонсировала запуск внутренней валюты − коинов (монет, или «огоньков») Versus − отдельной ленты для пользовательских фото-опросов, а также ASKfm lite.
В мае 2019 года публике стало известно о запуске goods market − магазина, где пользователи могут приобрести скидки и купоны за коины. Количество зарегистрированных пользователей на платформе достигло 300 миллионов. В том же году пользователи получили возможность покупать монеты внутри приложения. Также приложение запустило VIP-программу вознаграждения самых активных пользователей. Членам VIP-программы доступны эксклюзивные функции приложения: создание секретных ответов, личный индикатор текущего состояния (progress bar), показывающий еженедельную статистику в приложении. На 2020 год к VIP-программе присоединилось 147,5 тысяч «аскеров» из более чем 50 стран. Благодаря системе мотивации внутри приложения они заработали более 378 миллионов монет, получили дополнительную аудиторию в 2,4 млн подписчиков и 890,5 миллионов лайков. В 2021 году добавились приватные переписки.
В 2020 году в пик пандемии 1 млн пользователей в Латинской Америке вернулись в ASKfm. В марте 2020 Twitter в Мексике был переполнен твитами людей, которые вспомнили социальную сеть своего детства и начали массово устанавливать приложение ASKfm. Всего за сутки оно поднялось на первое место в App Store и на второе место в Google Play. В этот период в ASKfm поступило более 210 тысяч запросов на восстановление старых профилей, поэтому служба поддержки работала 24 часа в сутки. В том же году в приложении для IOS (и в 2021 году для Android) была запущена ASKfm-подписка. Пакет подписки включал вип-бейдж, бонусные монеты, функцию секретных ответов и возможность отключения рекламы.
В мае 2021 года в ASKfm появились приватные чаты, где пользователи могут общаться тет-а-тет. Автор приватного чата может сохранять анонимность во время всего диалога или в любой момент написать в чат открыто.
26 октября 2024 года ASKfm объявила о закрытии платформы с 1 декабря в связи со значительным сокращением пользовательской базы. 1 декабря ASKfm остановил свою работу и на его сайте до 11 числа отображалось сообщение о техническом обслуживании. 11 декабря сайт был отключен.

## Помощь в борьбе с кибербуллингом
В 2012 году двое ирландских подростков покончили жизнь самоубийством после того, как над ними анонимно издевались другие пользователи. Вскоре после этого события родители обоих заявили, что гибель детей связана с сайтом ASKfm. Ирландские СМИ были возмущены тем, что зарегистрированным пользователям ask.fm можно создавать записи анонимно. Ирландская полиция начала расследование дела. Вскоре после инцидента ASKfm провели внутреннее расследование, в результате которого выяснилось, что 98 % сообщений оскорбительного характера Ханна Смитт писала себе сама. Дальнейшее расследование показало, что не было достаточно доказательств, чтобы предположить, что к смерти молодой девушки привело использование сайта ASKfm. На вопрос коронера Лестера и Южного Лестершира Кэтрин Мэйсон, есть ли «какие-либо доказательства» того, что Ханна Смит подвергалась кибертравле, детектив-сержант Уэйн Симмонс ответил: «Нет». Он также сообщил об убедительных доказательствах того, что все сообщения Ханна отправляла себе сама. В 2017 году случай самоистязания Ханны Смит стал предметом академического исследования.
В результате ASKfm внес изменения в свою политику безопасности. Компания приняла все необходимые превентивные меры безопасности пользователей на платформе. В ASKfm существенно расширили отдел модерации для реакции на жалобы пользователей в течение 24 часов, а также поиска и удаления контента, нарушающего правила пользования платформой. Было принято решение ограничить функционал ASKfm для незарегистрированных пользователей.
В августе 2014 года сайт был приобретен IAC. С тех пор ASKfm пересмотрел политику безопасности пользователей и учредил Консультативный совет по безопасности, в состав которого входят эксперты по цифровой безопасности, и Центр безопасности. Представители ASKfm встретились с Департаментом по делам детей, чтобы убедиться, что предпринимаются соответствующие шаги для «значительного улучшения» защиты на сайте.
В 2017 году ASKfm также заключил партнерство с компанией Koko, которая предоставляет услуги по выявлению вредоносного контента с помощью искусственного интеллекта. Партнерство направлено на решение проблемы «самобуллинга» путем выявления таких случаев и предоставления персонализированной поддержки в случае дистресса.

## Социальные исследования
В 2018 году ASKfm совместно с британской благотворительной организацией The Diana Award и доктором Линдой Пападопулос провели исследование о том, как онлайн-жизнь влияет на формирование личности молодых людей. Полученные результаты позволили создать пакет образовательных материалов, полезных для молодых людей, родителей и учителей.

## Аккаунты в социальных сетях
| В социальных сетях  | - ВКонтакте - ASKfm - Facebook - Твиттер |
| Фото, видео и аудио | - Instagram - Tik-Tok                    |